# 중북부주 (부르키나파소)
중북부주(中北部州, 프랑스어: Centre-Nord 상트르노르[*])는 부르키나파소 중부에 위치한 주로 주도는 카야이며 면적은 19,829km2, 인구는 1,203,073명(2006년 기준)이다. 북쪽으로는 사엘주, 동쪽으로는 동부주, 남동쪽으로는 중동부주, 남쪽으로는 플라토상트랄주, 서쪽으로는 북부주와 접한다. 3개 현(밤현, 나멘텡가현, 산마텡가현)을 관할한다.